# Hans Vanaken
 Hans Vanaken  (Neerpelt, 24 de agosto de 1992) es un futbolista belga. Juega de centrocampista y su equipo es el Club Brujas de la Primera División de Bélgica.
Su hermano Sam Vanaken también es futbolista.

## Selección nacional
Es internacional absoluto con Bélgica. Debutó el 7 de septiembre de 2018 en un amistoso ante Escocia.

### Participaciones en Eurocopas
| Eurocopa      | Sede   | Resultado        | Partidos | Goles |
| ------------- | ------ | ---------------- | -------- | ----- |
| Eurocopa 2020 | Europa | Cuartos de final | 1        | 0     |

## Clubes
| Club             | País    | Año       |
| ---------------- | ------- | --------- |
| Lommel United    | Bélgica | 2010-2013 |
| K. S. C. Lokeren | Bélgica | 2013-2015 |
| Club Brujas      | Bélgica | 2015-     |

## Palmarés

### Títulos nacionales
| Título                      | Club             | País    | Año     |
| --------------------------- | ---------------- | ------- | ------- |
| Copa de Bélgica             | K. S. C. Lokeren | Bélgica | 2013-14 |
| Primera División de Bélgica | Club Brujas      | Bélgica | 2015-16 |
| Supercopa de Bélgica        | Club Brujas      | Bélgica | 2016    |
| Primera División de Bélgica | Club Brujas      | Bélgica | 2017-18 |
| Supercopa de Bélgica        | Club Brujas      | Bélgica | 2018    |
| Primera División de Bélgica | Club Brujas      | Bélgica | 2019-20 |
| Primera División de Bélgica | Club Brujas      | Bélgica | 2020-21 |
| Supercopa de Bélgica        | Club Brujas      | Bélgica | 2021    |
| Primera División de Bélgica | Club Brujas      | Bélgica | 2021-22 |
| Supercopa de Bélgica        | Club Brujas      | Bélgica | 2022    |
| Primera División de Bélgica | Club Brujas      | Bélgica | 2023-24 |
| Copa de Bélgica             | Club Brujas      | Bélgica | 2024-25 |
| Supercopa de Bélgica        | Club Brujas      | Bélgica | 2025    |